# Carlette Guidry
Carlette D. Guidry (também Guidry-White ou Guidry-Falkquay; Houston, 4 de setembro de 1968) é uma ex-velocista e campeã olímpica norte-americana.
Teve seu grande momento como atleta em Barcelona 1992, quando foi campeã olímpica no 4x100 m junto com Evelyn Ashford, Esther Jones e Gwen Torrence. Três anos depois, na mesma Barcelona, ganhou uma medalha de bronze nos 60 m do Campeonato Mundial de Atletismo Indoor. No mesmo ano foi campeã mundial integrando o revezamento 4x100  m americano no Mundial de Gotemburgo 1995.
Em Atlanta 1996, correu as eliminatórias do 4x100 m ajudando a classificar a equipe que ganharia a medalha de ouro na final com Gwen Torrence, Chryste Gaines, Inger Miller e Gail Devers.